# Zamia pumila
Zamia pumila — вид голонасінних рослин класу Саговникоподібні (Cycadopsida). 2n = 16.
Етимологія: видовий епітет буквально означає карлик або пігмей, хоча, звичайно, Z. pumila — не найменший з видів роду Замія, особливо, порівнюючи з Z. pygmaea чи Z. fischeri але, коли Лінней описав вид у 1763 році він включив відомі на той час саговникоподібні, C. circinalis і Z. pumila в групу перисто-широколистяних пальм і, отже, в порівнянні вважав що Z. pumila — карликова пальма.

## Опис
Стебла підземні і бульбові, 3–10 [25] см в діаметрі, часто дихотомічно розгалужені. Листя 2–15; черешки з прилистками, гладкі; хребет гладкий, з 5–30 парами листовими фрагментами. Листові фрагменти довгасті, від гострих до дещо закруглених на верхівці, середні — 8–25 см завдовжки і завширшки 0,5–2 см. Пилкові шишки 1–30, на ніжках, темно-червоно-коричневого кольору, від циліндричних до яйцювато-циліндричних, вершини гострі, завдовжки 3–15 см і 0,8–2 см в діаметрі. Насіннєві шишки 1–5, на ніжках, темно-червоно-коричневого кольору, іноді циліндричні або злегка яйцеподібні із загостреною верхівкою, завдовжки 6–15 см і 4–6 см в діаметрі. Насіння від червоного до оранжево-червоного кольору, яйцеподібні, завдовжки 1–2 см.

## Поширення, екологія
Країни поширення: Домініканська Республіка. Можливо, вимерли: на Гаїті; в Пуерто-Рико. Рослини ростуть особливо добре в дуже добре дренованих ґрунтах. Це включає в себе вапнякові ґрунти і навіть піщані пляжі з пасмом ґрунту. Взагалі кажучи рослини, які розташовані під кущами більш енергійні.

## Загрози та охорона
Рослини зустрічаються в Національному парку Туркино в Сантьяго-де-Куба, Куба.